# Enijärvi
Enijärvi är en sjö i Finland. Den ligger i kommunen Kemijärvi i landskapet Lappland, i den norra delen av landet, 700 km norr om huvudstaden Helsingfors. Enijärvi ligger 207,9 meter över havet. Den är 14 meter djup. Arean är 10,02 kvadratkilometer och strandlinjen är 49,33 kilometer lång. Sjön  ingår i Kemi älvs huvudavrinningsområde.   Den sträcker sig 5,8 kilometer i nord-sydlig riktning, och 5,4 kilometer i öst-västlig riktning.
I övrigt finns följande i Enijärvi:
- Murrikkosaari (en ö)
- Männikkösaari (en ö)
- Kaakkurisaari (en ö)
- Manalaissaari (en ö)
- Korppisaaret (en ö)
- Kirstinsaari (en ö)
- Hautasaari (en ö)
- Korkiasaari (en ö)
- Laivasaari (en ö)
- Koivusaari (en ö)
- Lehdikkosaari (en ö)
- Sammalsaari (en ö)
- Kaksossaaret (en ö)
- Halmesaari (en ö)
- Teerisaari (en ö)
- Apajasaari (en ö)
- Eeronsaari (en ö)
- Uuttusaari (en ö)

I övrigt finns följande vid Enijärvi:
- Kullelampi (en sjö)
- Petäjäjärvi (en sjö)